# El diablo de vacaciones
 El diablo de vacaciones  es una película filmada en colores de Argentina dirigida por Ferrucio Cerio que se produjo en 1957 pero que no se concluyó por problemas con su director, de nacionalidad italiana. Estaba protagonizada por Carlos Cores, Nelly Panizza, Mario Cabré y Fernando Ochoa.

## Reparto
- Carlos Cores
- Nelly Panizza
- Mario Cabré
- Fernando Ochoa
- Alejandro Rey
- Ana María Cassán